# Jin Li Hou
Jin Li Hou (chinois: 晉厲侯 ou 晋厉侯, Hanyu pinyin: Jìn Lì Hóu, nom ancestral Ji (姬), prénom Fu (福)) est le cinquième souverain de l'État de Jin pendant la Dynastie Zhou de l'Ouest. Après la mort de son père, le marquis Jin Cheng Hou, il monta sur le trône de Jin. Après sa mort en 859 av. J.-C., son fils, le marquis Jin Jing Hou, monta sur le trône en tant que nouveau dirigeant de Jin.
En 1992, une ancienne tombe datant de la dynastie Zhou a été découverte dans le Xian de Quwo, Shanxi. L'une des tombes a été marquée comme la tombe du marquis Li de Jin. On y a découvert des poteries, des objets en jade et en ivoire, et une collection de cloches. Le comté de Quwo est connu pour être le site de l'ancienne capitale de l'état de Jin.